# Acts of Violence (2018)
Acts of Violence ist ein amerikanischer Spielfilm des Regisseurs Brett Donowho aus dem Jahr 2018.

## Handlung
Bei ihrem Junggesellinnenabschied gerät Mia mit zwei Zuhältern aneinander und wird von ihnen entführt. Ihr Verlobter Roman MacGregor macht sich mit seinen Brüdern Deklan und Brandon, zwei ehemaligen Army Rangern, auf die Suche. Sie orten Mias Handy und gelangen zu einem Haus, aus dem zwei Gangster gerade zwei gefesselte Frauen in einen Transporter bringen. Die drei überwältigen die Gangster, und im Haus erschießt Deklan einen dritten Gangster und entdeckt noch weitere gefangene Frauen. Mia ist aber nicht darunter.
Der Polizist James Avery, der schon lange gegen einen Ring von Frauenhändlern und -entführern ermittelt, erklärt den Brüdern, dass ihre Aktion illegal war. Er rät ihnen, die Suche nach Mia der Polizei zu überlassen, doch die drei setzen ihre Suche unbeeindruckt fort. Von Mias Freundin Haley, die als Stripperin arbeitet, erfahren sie von dem Streit mit den Zuhältern, die Frauen drogensüchtig machen und zur Prostitution zwingen.
Die MacGregors entführen und foltern einen der Zuhälter. Sie erfahren, dass Mia in einem Fabrikgebäude gefangen gehalten wird, das der Boss der Bande, Max Livingston, als Drogenlabor nutzt. Allerdings wurden sie bei der Entführung gefilmt, so dass Livingston weiß, wer seinen Mann entführt hat.
Als die Brüder ins Fabrikgebäude eindringen, kommt es zu einer Schießerei, in deren Verlauf Brandon verwundet wird. Allerdings kommen sie zu spät, Mia ist nicht mehr in der Fabrik. Sie ist inzwischen ausgebrochen, wurde jedoch von Richard, Livingstons rechter Hand, wieder eingefangen. Währenddessen fahren die Brüder zu Brandons Haus, wo sie dessen Frau ermordet auffinden.
Avery hat zwischenzeitlich die Anweisung erhalten, nicht mehr gegen Livingston zu ermitteln, weil der ein FBI-Informant ist. Er beschließt, mit den MacGregors zusammenzuarbeiten. Als die Verbrecher die entführten Frauen in einem Lager in einen LKW verladen, um sie nach Las Vegas zu bringen, werden sie von den Brüdern überfallen. Nachdem mehrere Gangster tot sind und der angeschossene Livingston geflüchtet ist, können sie Mia und die anderen aus dem LKW befreien. Avery und seine Kollegin Brooke Baker bringen die übrigen Frauen in einem Transporter in Sicherheit.
Mia und die MacGregors werden abends in Brandons Haus angegriffen. In einer wilden Schießerei wird Brandon getötet und Livingston flieht. Avery hat inzwischen frustriert den Polizeidienst quittiert. Er spürt Livingston in dessen Versteck auf, wo er Geld und Papiere einpackt, und erschießt ihn.

## Hintergrund
Acts of Violence wurde in Cleveland gedreht. In den Vereinigten Staaten kam der Film am 12. Januar 2018 in die Kinos, in Deutschland wurde er am 3. Mai 2018 auf DVD und Blu-ray veröffentlicht.

## Kritik
Markus Fiedler von Filmstarts sieht in Acts of Violence einen „schwache[n] Rachefilm mit bekannten Gesichtern, die keine Zeit bekommen, aus ihren Rollen etwas zu machen.“ Er kritisiert, dass „die wenigen wirklich guten Ideen […] schnell dem Kugelhagel zum Opfer [fallen].“
Laut dem Lexikon des internationalen Films handelt es sich um einen „weitgehend einfallslose[n], brachiale[n] Thriller, der sein Selbstjustizthema völlig unkritisch und angereichert mit reichlich Macho-Attitüden durchexerziert.“

## Besetzung und Synchronisation
Acts of Violence wurde bei der Digital Media Technologie unter der Dialogregie von Matthias Klimsa, der auch das Dialogbuch schrieb, synchronisiert.
| Darsteller         | Deutscher Sprecher      | Rolle                  |
| ------------------ | ----------------------- | ---------------------- |
| Bruce Willis       | Manfred Lehmann         | Detective James Avery  |
| Cole Hauser        | Clemens Gerhard         | Deklan MacGregor       |
| Shawn Ashmore      | Oliver Böttcher         | Brandon MacGregor      |
| Ashton Holmes      | Jannik Endemann         | Roman MacGregor        |
| Melissa Bolona     | Franciska Friede        | Mia                    |
| Tiffany Brouwer    | Kristina von Weltzien   | Jessa MacGregor        |
| Sophia Bush        | Celine Fontanges        | Detective Brooke Baker |
| Mike Epps          | Stephan Benson          | Max Livingston         |
| Matthew T. Metzler | Holger Löwenberg        | Richard                |
| Cashmere Bonton    | Alexa Benkert           | Allie                  |
| Nicolas Petron     | Ben Hecker              | Ben                    |
| Kyle Stefanski     | Robert Kotulla          | Davis                  |
| Rotimi             | Tobias Schmidt          | Frank                  |
| Jenna B. Kelly     | Leoni Kristin Oeffinger | Haley                  |
| Patrick St. Esprit | Eberhard Haar           | Hemland                |